# Castle Point
Castle Point ist ein Verwaltungsbezirk mit dem Status eines Borough in der Grafschaft Essex in England. Er liegt auf der nördlichen Seite der Themse-Mündung. Castle Point wurde am 1. April 1974 gebildet und entstand aus der Fusion der Urban Districts Benfleet und Canvey Island.

## Orte im Borough
- Benfleet (Verwaltungssitz)
- Canvey Island
- Hadleigh
- Thundersley

Koordinaten: 51° 32′ N, 0° 34′ O